# Thrall/Demonsweatlive
Thrall/Demonsweatlive fue el primer EP de Danzig, que está dividido en dos partes: una en estudio y otra en vivo. El nuevo material de estudio está incluido en Thrall, en el que se destaca "Trouble", que popularizó Elvis Presley, y que Glenn interpretaba cuando lideraba Samhain. El material en vivo está en Demonsweatlive que fue grabado el 31 de octubre de 1992 en Hollywood Sound Recorders, California.
Este álbum significó un punto de inflexión en la banda, ya que gracias al clásico "Mother" comenzó a tener popularidad.

## Lista de canciones
- Thrall

1. It's Coming Down (Glenn Danzig)
2. The Violet Fire
3. Trouble (Jerry Leiber y Mike Stoller)

- Demonsweatlive

1. Snakes Of Christ
2. Am I Demon
3. Sistinas
4. Mother

## Créditos
- Glenn Danzig - voz
- Eerie Von - bajo
- John Christ - guitarra eléctrica
- Chuck Biscuits - batería

## Producción
- Producción artística: Rick Rubin
- Ilustración de tapa: Simon Bisley

- Datos: Q3492174